# Clemens Börsig
Clemens Börsig (* 27. Juli 1948 in Achern) ist ein deutscher Bankmanager.

## Leben
Börsig leistete seinen Wehrdienst als Reserveoffizieranwärter bei der Bundeswehr (letzter Dienstgrad: Leutnant der Reserve). Danach studierte er Mathematik und Betriebswirtschaftslehre an der Universität Mannheim. 1975 promovierte er über das Thema „Die Implementierung von Operations Research in Organisationen“. 1977 begann er seine Berufslaufbahn bei Mannesmann und wechselte 1985 zur Robert Bosch GmbH. Seit 1995 ist er Honorarprofessor an der Ludwig-Maximilians-Universität München. 1997 wurde er zum Finanzvorstand der RWE berufen. 1999 wechselte er zur Deutschen Bank AG, wo er 2001 Finanzvorstand wurde. Von 2002 bis 2006 verantwortete er zusätzlich als Chief Risk Officer das Risikomanagement der Bank als Nachfolger von Thomas R. Fischer.
Nachdem Rolf-Ernst Breuer wegen seiner Rolle in der Affäre um Leo Kirch vom Aufsichtsratsvorsitz der Deutschen Bank zurückgetreten war, wurde Börsig vom Amtsgericht Frankfurt mit Wirkung zum 4. Mai 2006 zum Mitglied des Aufsichtsrates bestellt und von diesem zum Vorsitzenden gewählt. Dieses Amt hatte er bis Mai 2012 inne. Als Abfindung für seinen alten Vertrag erhielt Börsig 14,7 Mio. €.
Börsig ist Mitglied des Aufsichtsrats der Mercedes-Benz Group, der Linde AG und der Emerson Electric Company.
Bis 2007 war Börsig Mitglied des Aufsichtsrats der Heidelberger Druckmaschinen AG.
Nachdem Börsig dem Trägerverein der Schule Schloss Salem lange Zeit in der Funktion des Schatzmeisters gedient hatte, bekleidete er zeitweise das Amt des Vorsitzenden, das er allerdings im Juni 2010 niederlegte. Außerdem ist Börsig derzeit noch Schatzmeister der Gesellschaft von Freunden und Förderern der Heinrich-Heine-Universität Düsseldorf.
Börsig ist Mitglied im Beirat der Kulturstiftung des Bundes, Vorstandsvorsitzender des Kulturkreises der deutschen Wirtschaft im Bundesverband der Deutschen Industrie (BDI) e. V., Mitgliedschaft im Kuratorium der Gesellschaft der Freunde von Bayreuth e. V., der Gesellschaft zur Förderung der Münchener Opern-Festspiele e. V., der Kulturstiftung Festspielhaus Baden-Baden e. V. und war bis zum 15. September 2016 Vorsitzender des Aufsichtsrates der ESMT European School of Management and Technology und von 2014 bis 2016 Mitglied des Verwaltungsrates des Instituts für die religiösen Werke (Vatikanbank).
Clemens Börsig ist seit 2016 Mitglied des International Advisory Council der ESMT Berlin.

## Publikationen
- Globalisierung aus unternehmensstrategischer Sicht, Schäffer-Poeschel Verlag, 2010, ISBN 978-3-7992-6223-1.
- Beiträge zu Theorie und Praxis der Unternehmensführung, Springer Gabler, 2013, ISBN 978-3-658-02995-1.